# Massa FM Vale do Iguaçu
Massa FM Vale do Iguaçu é uma emissora de rádio brasileira sediada em União da Vitória, cidade do estado do Paraná. Opera no dial FM, na frequência 106,5 MHz, oriunda da migração AM-FM e é afiliada à Massa FM, sendo pertencente ao Grupo Verde Vale de Comunicação, que também controla a Verde Vale FM. 

## História
É considerada uma das mais antigas do estado e do Brasil, tendo iniciado suas transmissões no dia 10 de outubro de 1943, na frequência AM 1530 kHz como Rádio Difusora União, sendo a quarta rádio mais antiga do Paraná e sexta do Brasil. Inicialmente operando com baixa potência.
Anos depois, a emissora mudou sua frequência para AM 1070 kHz e com uma potência bem maior. Entre 1976 e 1999, a emissora foi operada pelas Organizações Curi e em 2000, adquirida pelo Grupo Verde Vale, que denominou a emissora como Super Rádio União, transformando em uma rádio que focava jornalismo e esporte. Entre seus programas estão: Vale Tudo, Linha Aberta, Programa do Britão, União é Notícia, além das jornadas esportivas.
Em 2017, passou por processo de migração para o dial FM 106,5 e, em maio, foi confirmado que iria se tornar afiliada à CBN. Uma festa foi realizada pelo Grupo Verde Vale em 23 de agosto para celebrar a estreia da CBN Vale do Iguaçu. A migração da emissora ocorreu no dia seguinte, sendo que a estreia oficial da nova afiliada da CBN ocorreu em 2 de setembro.
Em abril de 2023, o grupo decide fazer mudanças por conta de novos rumos, trocando a afiliação da CBN pela Massa FM. A despedida aconteceu no dia 29 de abril com um Revista CBN especial, com convidados e os diretores do grupo que falaram sobre as novidades e dos momentos que a CBN trouxe relevância, por ter sido a primeira emissora jornalistica da região em formato 24h e destacou também problemas que envolveu política, no qual causou transtornos pela afiliada local. As jornadas esportivas da emissora foram transferidas para a irmã Verde Vale FM.
A estreia da Massa FM ocorreu no feriado do dia 1 de maio.